# Agrypon xingshanense
Agrypon xingshanense là một loài tò vò trong họ Ichneumonidae.